# Sytske de Groot
Sytske Louise de Groot (* 3. April 1986 in Delft) ist eine ehemalige niederländische Ruderin, die bei den Olympischen Spielen 2012 eine Bronzemedaille im Achter gewann.
Sytske de Groot gewann ihre erste internationale Medaille bei den Ruder-Weltmeisterschaften 2009, als sie mit dem Achter die Bronzemedaille hinter dem US-Boot und den Rumäninnen erkämpfte. 2010 siegten die Rumäninnen bei den Ruder-Europameisterschaften 2010 vor den Niederländerinnen. Bei den Ruder-Weltmeisterschaften 2010 und 2011 belegte der niederländische Achter den fünften Platz. Bei ihrer einzigen Olympiateilnahme gewann sie mit dem niederländischen Achter in der Besetzung Jacobine Veenhoven, Nienke Kingma, Chantal Achterberg, Sytske de Groot, Roline Repelaer van Driel, Claudia Belderbos, Carline Bouw, Annemiek de Haan und Steuerfrau Anne Schellekens die Bronzemedaille bei den Olympischen Spielen 2012 hinter dem US-Achter und den Kanadierinnen.